# جزیره مطاف

نقشه حمل و نقل استان بوشهر

مُطاف (معروف به برمودای ایران) از جزیره‌های غیر مسکونی ایرانی در خلیج فارس است که در استان بوشهر و در سواحل بخش بردخون بین ۲۷ درجه و ۵۰ دقیقه عرض شمالی و ۵۱ درجه و ۲۷ دقیقه طول شرقی واقع شده است.
این جزیره توده‌ای از ماسه به عرض تقریبی یک میل و طول تقریبی ده میل است که در هنگام مد زیر آب می‌رود و در هنگام جزر بیرون می‌آید. طوفان، یا آشنا نبودن دریانوردان به منطقه، قایق‌های ماهی‌گیری زیادی را در این ناحیه به گل می‌نشاند.
آب اطراف این توده ماسه به خاطر عمق کم موج‌های زیاد دارد. در میان دریانوردان خلیج فارس این مثل رایج است که: «موج مطاف نخوردی، خرما به گربه میدی» که کنایه از اسراف و ندانستن قدر دارایی حاصل از کار پر زحمت است.